# HMS Honesty (K285)
HMS Honesty (K285) je bila korveta izboljšanega razreda Flower, ki je med drugo svetovno vojno plula pod zastavo Kraljeve vojne mornarice.

## Zgodovina
Ladjo je kot USS Caprice (PG-90) naročila Vojna mornarica ZDA, po splovitvi pa jo je predala v sklopu programa Lend-Lease Kraljevi vojni mornarici, ki jo je nato preimenovala v HMS Honesty. 5. januarja 1946 je bila vrnjena ZDA, kjer pa ni več vstopila v vojaško uporabo. Konec tistega leta jo je vojska prodala.